# Saint-André-en-Morvan
Pour les articles homonymes, voir Saint-André.
Saint-André-en-Morvan est une commune française située dans le département de la Nièvre, en région Bourgogne-Franche-Comté.

## Géographie

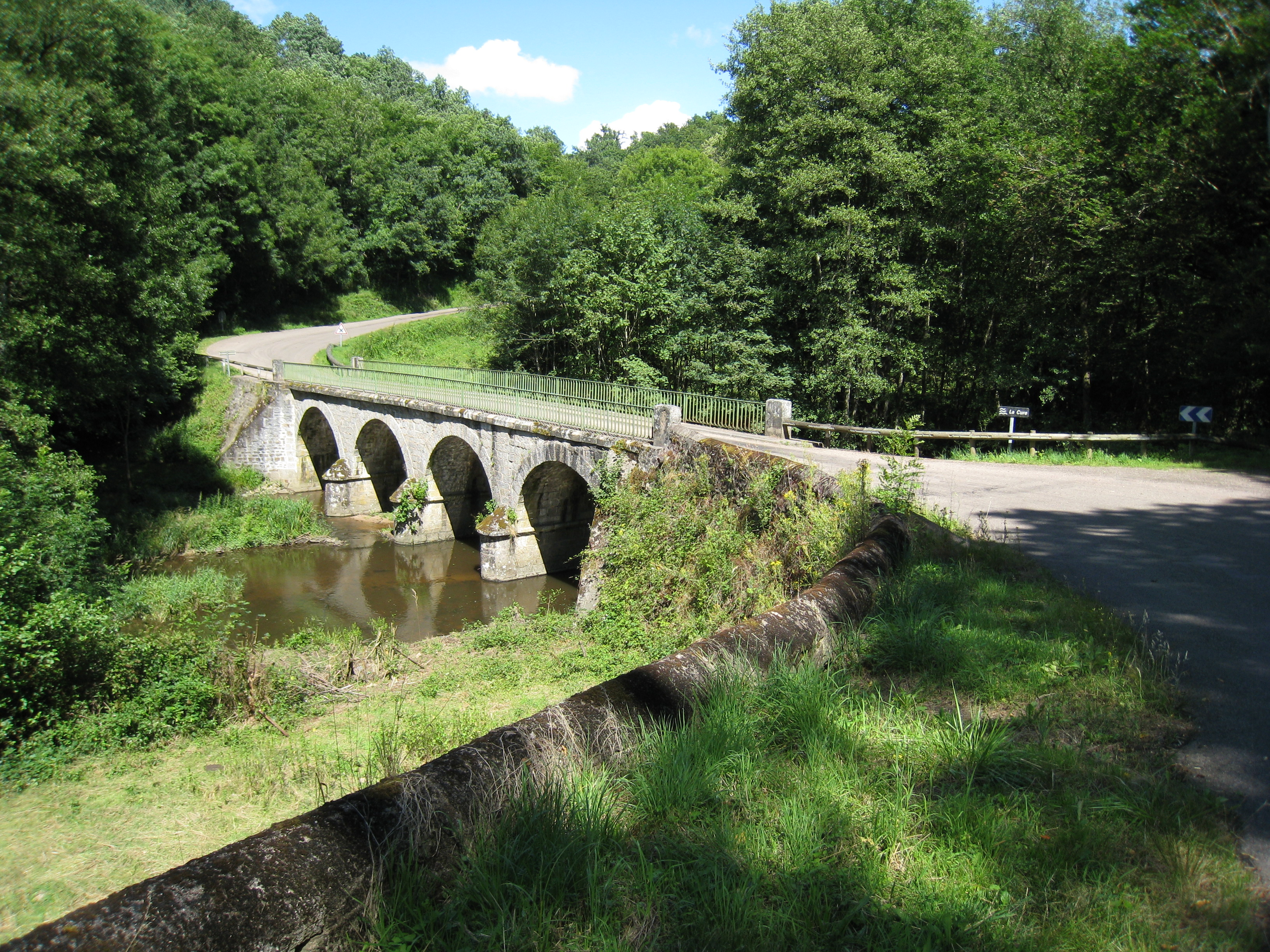
Pont au-dessus de la Cure.

Le village se situe au confluent de la Cure et du ruisseau du Verdot.
Située dans le massif du Morvan, la commune est adhérente à son parc naturel régional

### Les hameaux
Urbigny, le Moutat, Meulot, Athée, Serée, Villurbain, Narbois, Fontaine-Vieille, Verdot, la Grange Loiselot, la Nesle, Ouches, le Moulin de Saint-André, le Morlin, la Belle Verne, la ferme de Serée.

### Climat
Pour des articles plus généraux, voir Climat de la Bourgogne-Franche-Comté et Climat de la Nièvre.
En 2010, le climat de la commune est de type climat des marges montargnardes, selon une étude du Centre national de la recherche scientifique s'appuyant sur une série de données couvrant la période 1971-2000. En 2020, Météo-France publie une typologie des climats de la France métropolitaine dans laquelle la commune est exposée à un climat océanique altéré et est dans la région climatique  Lorraine, plateau de Langres, Morvan, caractérisée par un hiver rude (1,5 °C), des vents modérés et des brouillards fréquents en automne et hiver. 
Pour la période 1971-2000, la température annuelle moyenne est de 10,7 °C, avec une amplitude thermique annuelle de 16,1 °C. Le cumul annuel moyen de précipitations est de 935 mm, avec 13 jours de précipitations en janvier et 8,4 jours en juillet. Pour la période 1991-2020, la température moyenne annuelle observée sur la station météorologique de Météo-France la plus proche, « Lormes_sapc », sur la commune de Lormes à 12 km à vol d'oiseau, est de 11,2 °C et le cumul annuel moyen de précipitations est de 1 071,3 mm. 
La température maximale relevée sur cette station est de 40,7 °C, atteinte le 25 juillet 2019 ; la température minimale est de −18,1 °C, atteinte le 12 janvier 1987,,. 
Les paramètres climatiques de la commune ont été estimés pour le milieu du siècle (2041-2070) selon différents scénarios d'émission de gaz à effet de serre à partir des nouvelles projections climatiques de référence DRIAS-2020. Ils sont consultables sur un site dédié publié par Météo-France en novembre 2022.

## Urbanisme

### Typologie
Au 1er janvier 2024, Saint-André-en-Morvan est catégorisée commune rurale à habitat très dispersé, selon la nouvelle grille communale de densité à sept niveaux définie par l'Insee en 2022.
Elle est située hors unité urbaine. Par ailleurs la commune fait partie de l'aire d'attraction d'Avallon, dont elle est une commune de la couronne,. Cette aire, qui regroupe 74 communes, est catégorisée dans les aires de moins de 50 000 habitants,.

### Occupation des sols
L'occupation des sols de la commune, telle qu'elle ressort de la base de données européenne d’occupation biophysique des sols Corine Land Cover (CLC), est marquée par l'importance des territoires agricoles (63,4 % en 2018), une proportion sensiblement équivalente à celle de 1990 (63,7 %). La répartition détaillée en 2018 est la suivante : prairies (59,8 %), forêts (36,6 %), zones agricoles hétérogènes (2,4 %), terres arables (1,3 %). L'évolution de l’occupation des sols de la commune et de ses infrastructures peut être observée sur les différentes représentations cartographiques du territoire : la carte de Cassini (XVIIIe siècle), la carte d'état-major (1820-1866) et les cartes ou photos aériennes de l'IGN pour la période actuelle (1950 à aujourd'hui).

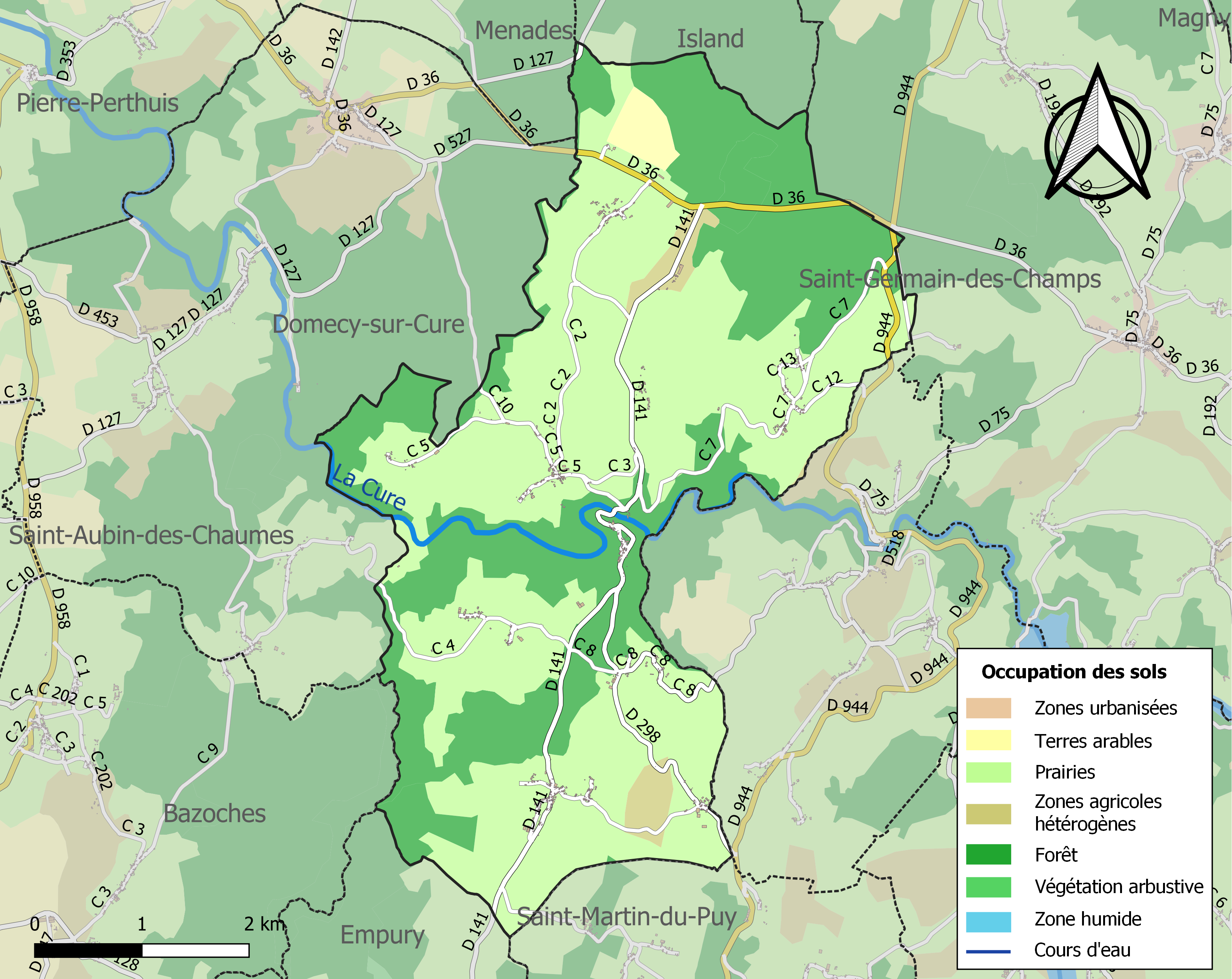
Carte des infrastructures et de l'occupation des sols de la commune en 2018 (CLC).

## Histoire
Au cours de la période révolutionnaire de la Convention nationale (1792-1795), la commune porta provisoirement les noms de La Montagne-André et de Pelletier-le-Rocher.

## Politique et administration
| Période                                  | Période      | Identité        | Étiquette | Qualité |
| ---------------------------------------- | ------------ | --------------- | --------- | ------- |
| mars 1989                                | juillet 2007 | Robert Mélé     | SE        |         |
| mars 2008                                | 2020         | Odile Rappeneau |           |         |
| 2020                                     | En cours     | Daniel Granger  |           |         |
| Les données manquantes sont à compléter. |              |                 |           |         |

## Démographie
L'évolution du nombre d'habitants est connue à travers les recensements de la population effectués dans la commune depuis 1793. Pour les communes de moins de 10 000 habitants, une enquête de recensement portant sur toute la population est réalisée tous les cinq ans, les populations de référence des années intermédiaires étant quant à elles estimées par interpolation ou extrapolation. Pour la commune, le premier recensement exhaustif entrant dans le cadre du nouveau dispositif a été réalisé en 2006.

En 2022, la commune comptait 310 habitants, en stagnation par rapport à 2016 (Nièvre : −3,28 %, France hors Mayotte : +2,11 %).
| 1793  | 1800  | 1806  | 1821  | 1831  | 1836  | 1841  | 1846  | 1851  |
| ----- | ----- | ----- | ----- | ----- | ----- | ----- | ----- | ----- |
| 1 060 | 1 153 | 1 177 | 1 245 | 1 301 | 1 414 | 1 401 | 1 514 | 1 405 |

| 1856  | 1861  | 1866  | 1872  | 1876  | 1881  | 1886  | 1891  | 1896  |
| ----- | ----- | ----- | ----- | ----- | ----- | ----- | ----- | ----- |
| 1 258 | 1 341 | 1 323 | 1 271 | 1 245 | 1 347 | 1 250 | 1 176 | 1 066 |

| 1901  | 1906 | 1911 | 1921 | 1926 | 1931 | 1936 | 1946 | 1954 |
| ----- | ---- | ---- | ---- | ---- | ---- | ---- | ---- | ---- |
| 1 005 | 964  | 885  | 737  | 675  | 793  | 536  | 501  | 400  |

| 1962 | 1968 | 1975 | 1982 | 1990 | 1999 | 2006 | 2011 | 2016 |
| ---- | ---- | ---- | ---- | ---- | ---- | ---- | ---- | ---- |
| 407  | 405  | 379  | 328  | 341  | 324  | 292  | 294  | 310  |

| 2021 | 2022 | - | - | - | - | - | - | - |
| ---- | ---- | - | - | - | - | - | - | - |
| 310  | 310  | - | - | - | - | - | - | - |

## Personnalités liées à la commune
- Jean-Baptiste-Camille Corot (1796-1875), peintre français qui a peint le village.

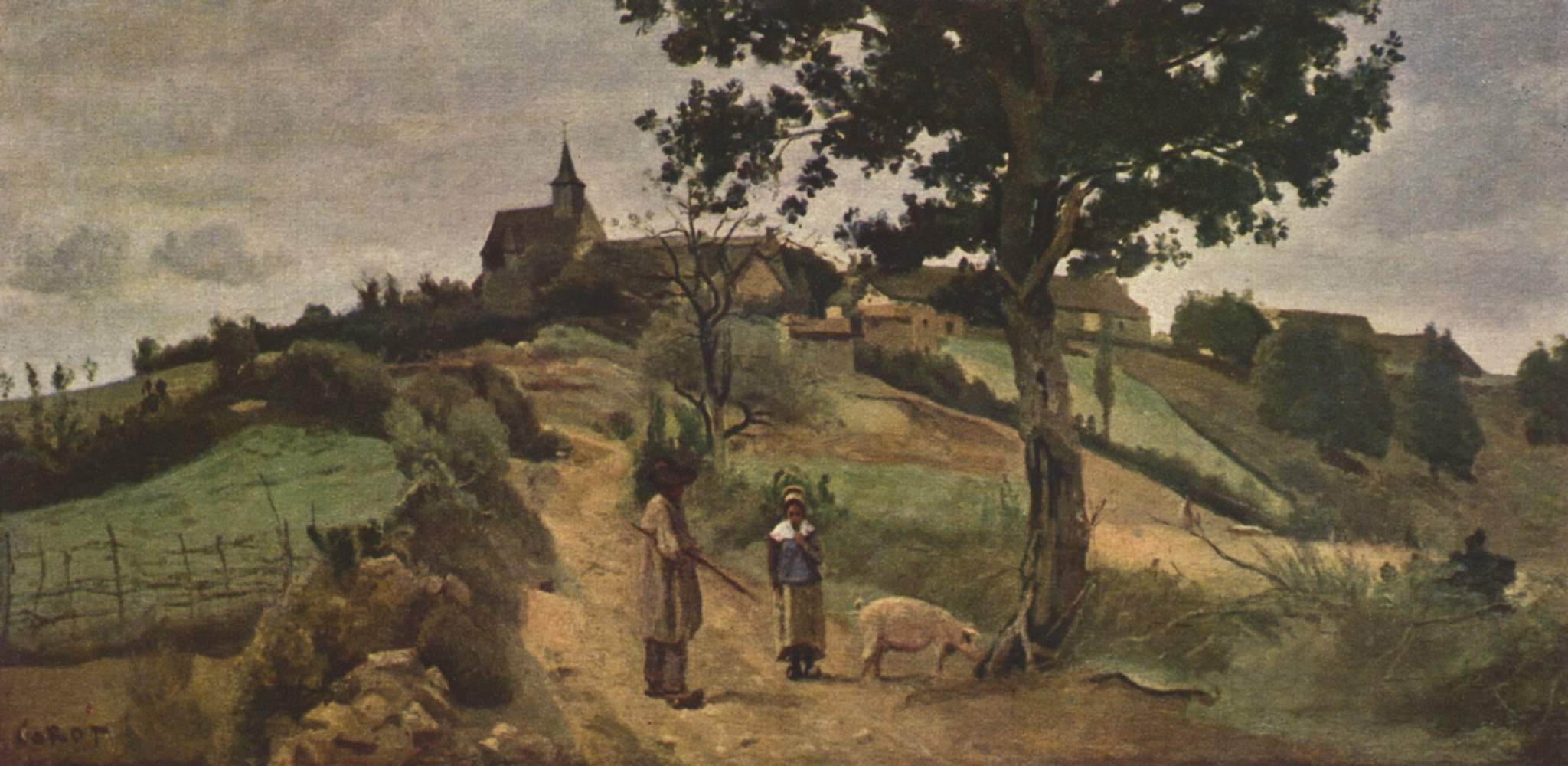
Le village de Saint-André-en-Morvan immortalisé par Camille Corot.

- Angèle Le Hen (1894-1945), communiste et résistante déportée, née dans la commune.
- Hélène Vincent (née en 1943), comédienne, réside à Saint-André-en-Morvan depuis 2011[19].

## Lieux et monuments
Religieux
- Église Saint-André : 

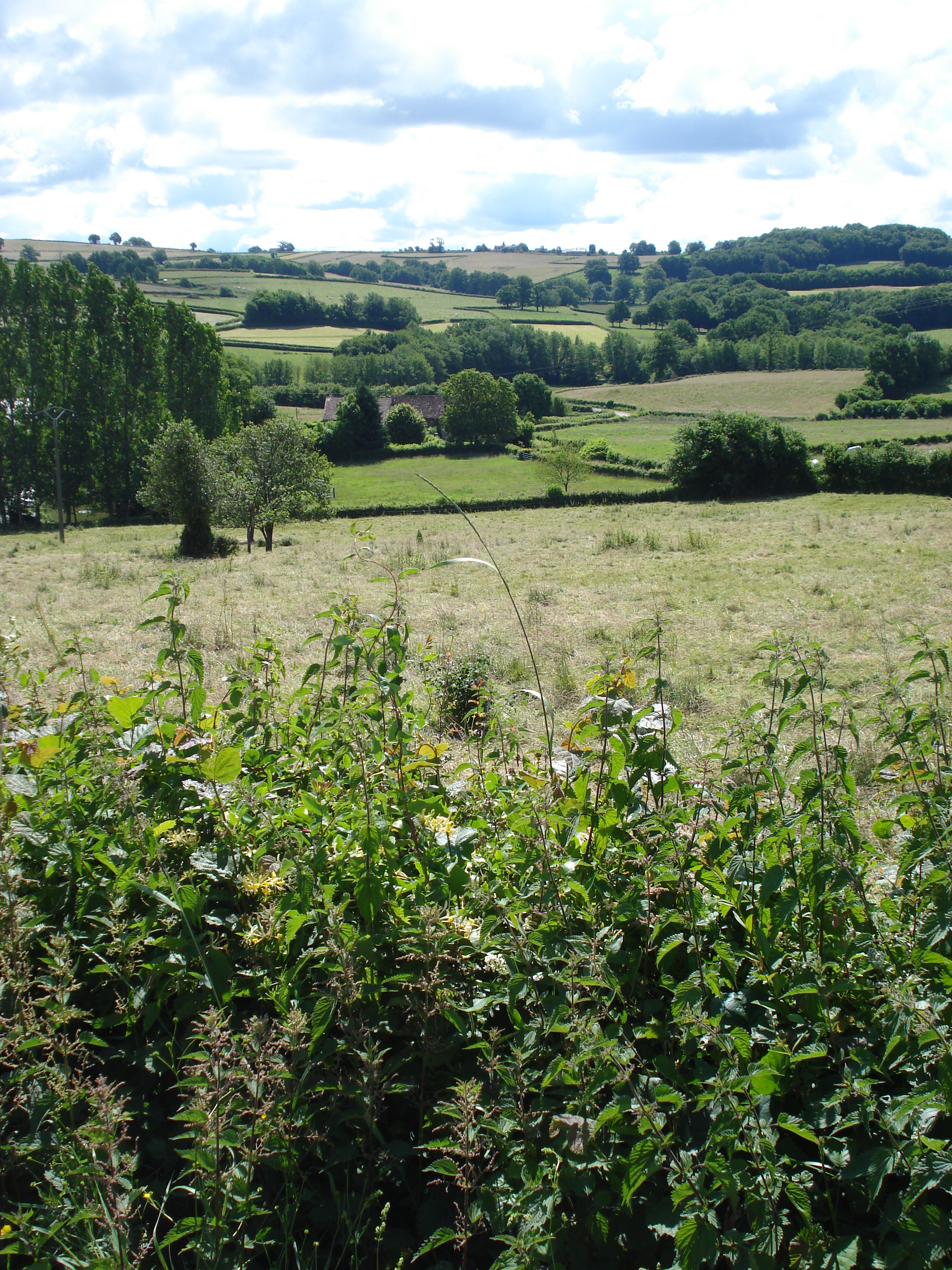
Paysage à Meulot (hameau de Saint-André-en-Morvan).

  -  Vierge de pitié  en pierre polychrome, robe rouge, manteau bleu, couronne d'épines verte du XVe siècle  Classé MH (1962)[20].

Civils